# American Professional Soccer League
La American Professional Soccer League (nota con l'acronimo di APSL) era una lega calcistica attiva negli Stati Uniti e in Canada dal 1990 al 1994. In quegli anni è stata de facto il massimo campionato calcistico dei due paesi, ma non ricevette mai il riconoscimento ufficiale da parte della federazione.

## Storia
La storia della lega inizia al termine della stagione 1989, quando i vincitori della Western Soccer Alliance e della American Soccer League si affrontarono in un incontro di play off. La prima raccoglieva principalmente club della costa ovest degli Stati Uniti, la seconda club della costa est, così nel 1990 le due leghe decisero di fondersi per creare un torneo di caratura nazionale. Nacque l'American Professional Soccer League, che in quel momento divenne il più importante campionato di calcio degli Stati Uniti. Il torneo comunque non ricevette mai dalla federazione il riconoscimento come campionato di prima divisione. Nel 1993, a seguito della chiusura della Canadian Soccer League, si unirono al torneo anche i principali club canadesi. Nel 1995 la lega decise di modificare il nome del campionato adottando quello di A-League. Nel 1997 la APSL si fuse con la USISL, la lega che organizzava i tornei delle serie inferiori, dando vita a una nuova A-League gestita dalla USISL stessa. La nuova A-League venne riconosciuta ufficialmente come campionato di seconda divisione dietro la Major League Soccer.

## Partecipanti
In totale sono stati 28 i club a partecipare ad almeno una edizione della APSL, il record di iscritte fu raggiunto nel 1990 con 22 partecipanti.
| Club                    | Città           | Stato                 | N° stag. | Dal  | Al   |
| ----------------------- | --------------- | --------------------- | -------- | ---- | ---- |
| Albany Capitals         | Albany          | New York              | 2        | 1990 | 1991 |
| Arizona Condors         | Mesa            | Arizona               | 1        | 1990 | 1990 |
| Boston Bolts            | Boston          | Massachusetts         | 1        | 1990 | 1990 |
| California Emperors     | Hollywood       | California            | 1        | 1990 | 1990 |
| Colorado Foxes          | Commerce City   | Colorado              | 5        | 1990 | 1994 |
| Ft. Lauderdale Strikers | Fort Lauderdale | Florida               | 5        | 1990 | 1994 |
| Los Angeles Heat        | Los Angeles     | California            | 1        | 1990 | 1990 |
| Los Angeles Salsa       | Los Angeles     | California            | 2        | 1993 | 1994 |
| Maryland Bays           | Baltimora       | Maryland              | 2        | 1990 | 1991 |
| Miami Freedom           | Miami           | Florida               | 3        | 1990 | 1992 |
| Montréal Impact         | Montréal        | Québec                | 2        | 1993 | 1994 |
| New Jersey Eagles       | Paterson        | New Jersey            | 1        | 1990 | 1990 |
| New Mexico Chiles       | Albuquerque     | Nuovo Messico         | 1        | 1990 | 1990 |
| Orlando Lions           | Orlando         | Florida               | 1        | 1990 | 1990 |
| Penn-Jersey Spirit      | Philadelphia    | Pennsylvania          | 2        | 1990 | 1991 |
| Portland Timbers        | Portland        | Oregon                | 1        | 1990 | 1990 |
| Real Santa Barbara      | Santa Barbara   | California            | 1        | 1990 | 1990 |
| Salt Lake Sting         | Salt Lake City  | Utah                  | 2        | 1990 | 1991 |
| San Diego Nomads        | San Diego       | California            | 1        | 1990 | 1990 |
| S.F. Bay Blackhawks     | San Jose        | California            | 3        | 1990 | 1992 |
| Seattle Sounders        | Seattle         | Washington            | 1        | 1994 | 1994 |
| Seattle Storm           | Seattle         | Washington            | 1        | 1990 | 1990 |
| T.B. Rowdies            | Tampa           | Florida               | 4        | 1990 | 1993 |
| Toronto Blizzard        | Toronto         | Ontario               | 1        | 1993 | 1993 |
| Toronto Rockets         | Toronto         | Ontario               | 1        | 1994 | 1994 |
| Vancouver 86ers         | Vancouver       | Columbia Britannica   | 2        | 1993 | 1994 |
| Washington Diplomats    | Washington      | Distretto di Columbia | 1        | 1990 | 1990 |
| Washington Stars        | Washington      | Distretto di Columbia | 1        | 1990 | 1990 |

## Albo d'oro
| Stagione | Vincitore           |
| -------- | ------------------- |
| 1990     | Maryland Bays       |
| 1991     | S.F. Bay Blackhawks |
| 1992     | Colorado Foxes      |
| 1993     | Colorado Foxes      |
| 1994     | Montréal Impact     |

### Titoli per squadra
| Squadra             | Titoli | Anno       |
| ------------------- | ------ | ---------- |
| Colorado Foxes      | 2      | 1992; 1993 |
| Maryland Bays       | 1      | 1990       |
| S.F. Bay Blackhawks | 1      | 1991       |
| Montréal Impact     | 1      | 1994       |